# Phil Kelso
Phil Kelso (ur. 1871 w Largs w Szkocji – zm. luty 1935 w Londynie w Anglii) - szkocki menadżer piłkarski.
Kelso urodził się w Largs na Firth of Clyde i był menadżerem Hibernianu tylko przez jeden sezon, ponieważ w 1904 roku odszedł do Woolwich Arsenal. Kierował klubem z Londyni przez cztery lata, podczas których dwa sezony z rzędu dochodził do półfinału FA Cup, lecz najwyższym miejscem jakie zajął z klubem w lidze była tylko siódma lokata (w sezonie 1906/07).
Gdy w klubie zaczęły się problemy finansowe, a wyniki były coraz gorsze, Kelso postanowił odejść i w 1908 roku powrócił do Szkocji, gdzie zajął się zarządzaniem hotelami, lecz w 1909 roku dał się skusić do powrotu na południe i objął funkcję menadżera Fulham. Na Craven Cottage pozostał przez 15 lat, co czyni go najdłużej pracującym menadżerem w historii zespołu z dzielnicy Hammersmith and Fulham. Po zakończeniu kariery trenerskiej prowadził kilka pubów w Hammersmith oraz sprawował urząd prezesa Football League Managers and Secretaries Association. Zmarł w 1935 roku, w wieku 64 lat.